# Kompanie saperów

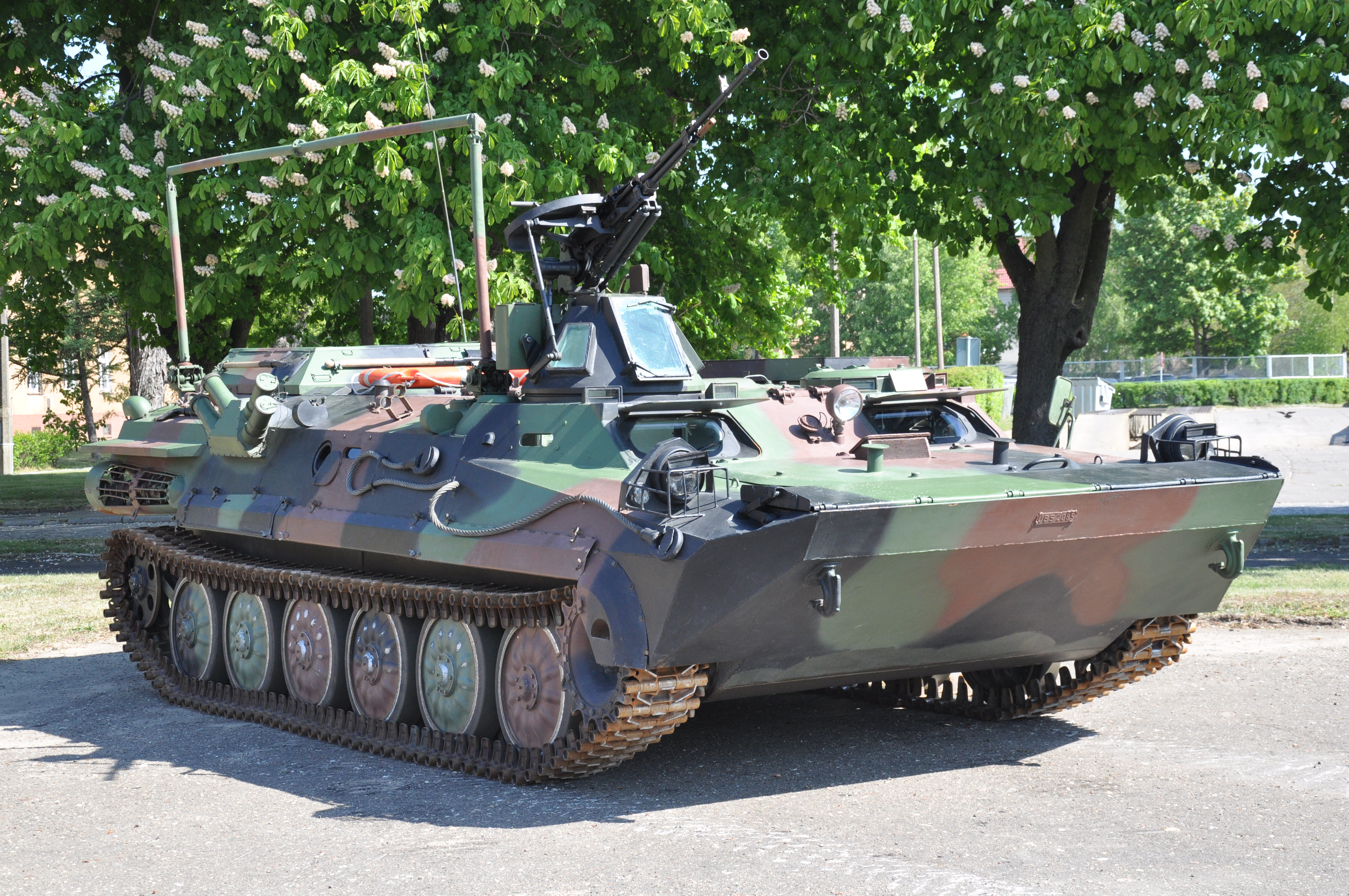
Transporter rozpoznania inżynieryjnegoTRI

Kompania saperów (ksap) – pododdział wojsk lądowych; organiczny pododdział brygady pancernej lub batalionu saperów.

## Struktura organizacyjna ksap w SZ RP

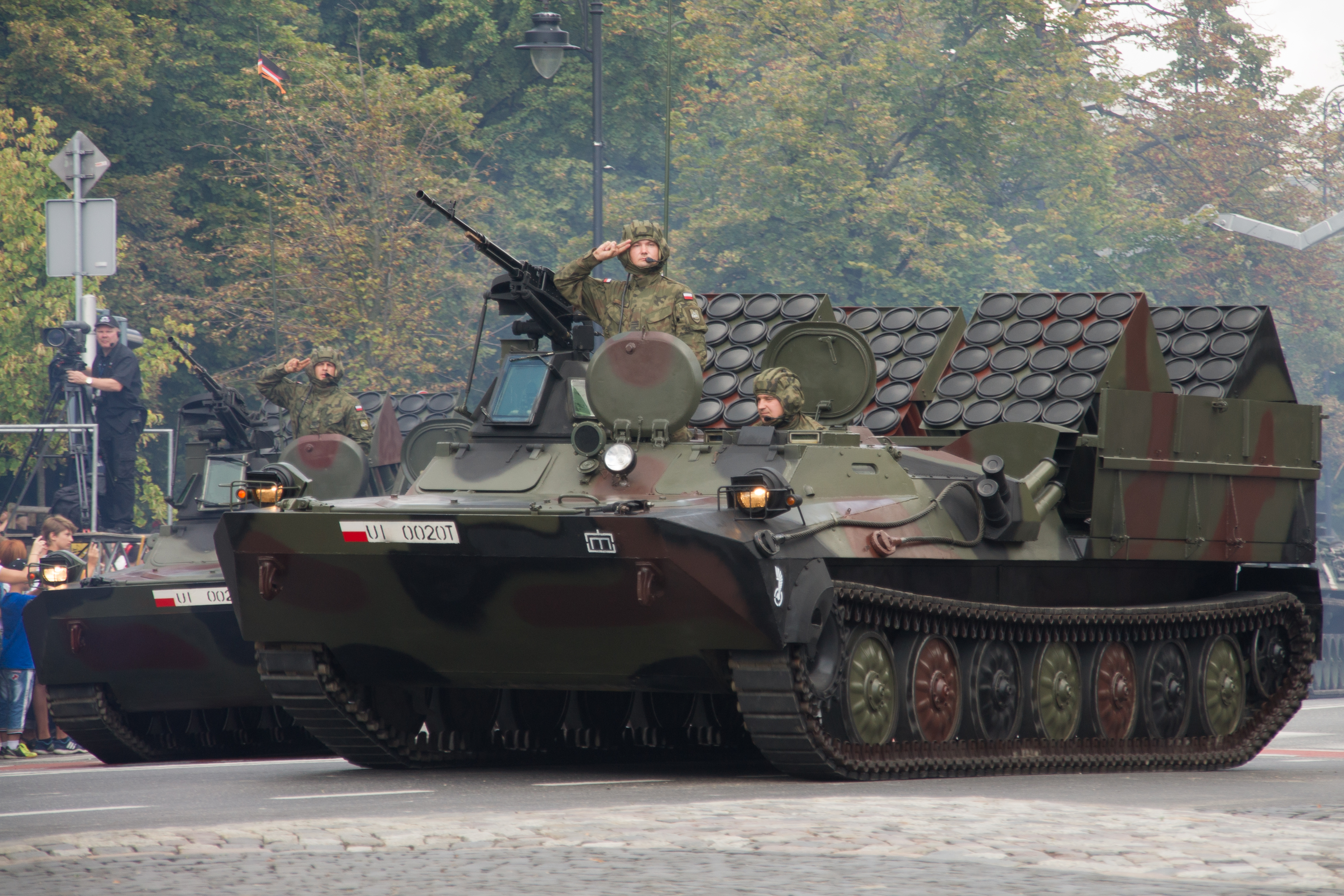
Transporter minowania narzutowego Kroton

### Kompania saperów brygady pancernej
Kompania saperów brygady pancernej przeznaczona jest do wykonywania zadań wsparcia inżynieryjnego na rzecz pododdziałów brygady. Ze swojego składu moze wystawić inżynieryjny posterunek obserwacyjny (inżynieryjny patrol rozpoznawczy). Ma możliwości: ustawienia pól minowych sposobem ręcznym i narzutowym, urządzenia węzłów zapór i niszczeń, wykonania przejść w zaporach sposobem ręcznym lub wybuchowym, niszczenia IED, utrzymania dróg istniejących i dróg na przełaj, wydobywania i oczyszczenia wody,  wykonywania prac fortyfikacyjnych.
Struktura w 2017
dowództwo kompanii
- dowódca kompanii
- zastępca dowódcy kompanii
- szef kompanii
- technik kompanii

pododdziały
- pluton saperów,
- pluton rozminowania,
- pluton minowania,
- pluton drogowo-mostowy,
- pluton maszyn inżynieryjnych,
- pluton logistyczny
- drużyna rozpoznania inżynieryjnego,
- drużyna zabezpieczenia.

| Wyszczególnienie                       | plsap | plrozm | plmin | pldm | plminż | pllog | drrinż | drzab |
| -------------------------------------- | ----- | ------ | ----- | ---- | ------ | ----- | ------ | ----- |
| transporter rozpoznania inżynieryjnego |       | 1      |       |      |        |       | 1      |       |
| pojazd inżynieryjny                    | 3     | 2      |       |      |        |       |        |       |
| transporter minowania narzutowego      |       |        | 4     |      |        |       |        |       |
| maszyna inżynieryjno-drogowa           |       |        |       | 2    |        |       |        |       |
| most towarzyszący                      |       |        |       | 8    |        |       |        |       |
| koparka samochodowa                    |       |        |       | 2    | 2      |       |        |       |
| spycharko-ładowarka                    |       |        |       | 1    | 4      |       |        |       |
| przyczepa- wyrzutnia ŁWD               | 3     | 2      |       |      |        |       |        |       |
| elastyczne pokrycie drogowe            |       |        |       | 2    |        |       |        |       |
| lekkie pokrycie drogowe                |       |        |       | 2    |        |       |        |       |
| filtr do oczyszczania wody             |       |        |       |      | 1      |       |        |       |
| samochód-wywrotka                      |       |        |       | 2    |        |       |        |       |
| samochód osobowo-terenowy              |       |        | 1     |      |        |       |        | 1     |
| samochód ciężarowy                     | 1     | 5      | 5     | 3    | 14     | 13    |        | 2     |
| żuraw średniego udźwigu                |       |        | 1     | 1    | 1      |       |        |       |
| wóz dowodzenia                         |       |        |       | 1    |        |       |        | 1     |
| radiostacja RRC-9210                   | 1     | 1      | 1     | 2    | 1      |       |        | 1     |

### Kompania saperów batalionu saperów
Kompania saperów wchodząca organicznie w skład batalionu saperów przeznaczona jest do wykonywania prac minerskich, budowy zapór inżynieryjnych, przygotowania i wykonywania niszczeń oraz wykonywania przejść w zaporach inżynieryjnych. W działaniach bojowych całość kompanii lub jej część może być przydzielona do pododdziału wojsk zmechanizowanych (zmotoryzowanych) lub czołgów.
Struktura w 2017
- dowództwo kompanii,
- trzy plutony saperów[c]
  - trzy drużyny saperów
- pluton rozminowania[d],
  - dwie drużyny rozminowania
  - drużyna rozpoznania inżynieryjnego,
- pluton minowania[e], 
  - cztery drużyny minowania,
  - drużyna transportowa,
- drużyna zabezpieczenia
- drużyna transportowa.

| Wyszczególnienie                       | plsap | plrozm | plmin | drtr | drzab |
| -------------------------------------- | ----- | ------ | ----- | ---- | ----- |
| ustawiacz min przyczepny               |       |        | 4     |      |       |
| transporter rozpoznania inżynieryjnego |       | 1      |       |      |       |
| przyczepa – wyrzutnia ŁWD              | 3     |        |       |      |       |
| łódź desantowa                         |       |        |       | 3    |       |
| silnik zaburtowy                       |       |        |       | 3    |       |
| samochód ciężarowo-terenowy            | 3     | 2      | 8     | 5    | 1     |
| samochód osobowo-terenowy              |       |        | 1     |      | 1     |
| radiostacja RRC-9200                   |       | 1      | 3     |      | 1     |